# Arcologia

Construcció de Nova Orleans amb els principis de l'arcologia

L'arcologia és un concepte de l'arquitecte Paolo Soleri que en descriu una teoria, fent trobar-se l'arquitectura i l'ecologia per a la disposició de les  ciutats modernes. Aquest sistema intenta arribar a una aliança harmoniosa de l'arquitectura i de l'ecologia a ciutats on la utilització de la tercera dimensió (vertical) assoleix una eficàcia màxima, sobretot maximitzant la superfície de les terrasses i dels jardins exposats al sol creant  teulades vegetals, per exemple. Segons el seu autor, el desenvolupament de ciutat en alçada reduiria la seva superfície a un 2% de la superfície de les ciutats actuals. L'arcologia es centra en proposar alternatives als fenòmens de consum excessiu, pol·lució, i de malbaratament energètic proposant un estil de vida més eficaç i intel·ligent.

## En la ficció
El concepte d'arcologia ha estat reprès en obres de ciència-ficció, sobretot de la literatura ciberpunk. Es tracta d'un edifici monolític (per exemple una enorme torre) completament autònom, és a dir on s'ha recreat una ecologia interna amb agricultura i cicles de l'aigua, de l'aire... La literatura ciberpunk, tanmateix, dona menys importància al pensament ecològic, ecosistèmic, que pas la immensitat i el domini del que continua sent el símbol de l'omnipotència i de la congestió urbana. La idea s'acosta a les concepcions d'edificis bioclimàtics.
El recull The World inside de Robert Silverberg descriu el que podria ser la vida en arcologies, (torres d'1 km d'alçada) amb el límit que aquestes torres no són completament autònomes.
A la novel·la Hiperió de Dan Simmons, es fa referència a les arcologies (extret: "... preferim anar, amb els nostres amics, a les arcologies de lleure i d'estiueig o a les capses de nit del Retz... "). Igualment, a la novel·la Senyor K. i la Ciutat de Metall (autor: Laurent Kloetzer), l'acció es desenvolupa en una arcologia.
És possible construir arcologies en els vídeo jocs Sim City i Civilization IV, amb el mod Next War de l'expansió Beyond the sword.